# مينوثيس
مينوثيس كانت مدينة مقدسة في مصر القديمة، ومركز لعبادة إيزيس وسيرابيس. من المحتمل أنها غرقت تحت سطح البحر بعد كارثة طبيعية كزلازل أوطوفان نيلي. ربما بسبب الارتفاع التدريجي لمنسوب مياه البحر والزلازل وموجات التسونامي، أسالت تربة أرض الخليج في وقت ما بنهاية القرن الثاني قبل الميلاد.
ويرى محمد رمزي أن مكانها الآن مدينة المعمورة 

## اسم
على الأرجح أن اسم المدينة مشتق من لقب إيزيس mwt-nTr ، "والدة الإله"( حورس ).

## الدلالة الدينية
عُرِفَت في مصر الرومانية كمركز لعبادة إيزيس والاستشفاء بها وحج اليها الكثيرون من مختلف المناطق. وكان معبد إيزيس بالمدينة يحوي تماثيل دينية ومزين بالكتابة الهيروغليفية. في عام 391 م، فترة اضطهاد الوثنيين في أواخر الإمبراطورية الرومانية، هُدِمَ معبدالسرابيوم بالمدينة وفي العام التالي أغلق معبد إيزيس وتهدمت أجزائه، واستولى رهبان باخوميين على أراضي تابعة للمعبد. وفي عام 413 م بنى البابا ثيوفيلس ضريح مسيحي مخصص للإنجيليين الأربعة مقابل للمعبد، وفيه دفنت عظام القديسين أباكير ويوحنا [الإنجليزية]، والتي نقلها البابا كيرلس من الإسكندرية.
خلال القرن الخامس، ظل معبد إيزيس مستخدما لتقديم القرابين السرية وطقوس الحضانة [الإنجليزية]. وحسب التاريخ الأرثوذكسي أن المعبد ظل مستخدمًا لعبادة الآلهة المصرية وتماثيلهم في المدينة بجوار الضريح المسيحي. ثم بمرور الوقت تحولت زيارات الاستشفاء للضريح المسيحي. وهُدِمَ المعبد عام 484 م، وأزيلت تماثيل الآلهة القديمة في عام 488-89 م. بنهاية القرن الخامس، حل الضريح المسيحي محل المعبد كمركز لللاستشفاء. وفي ذروة شعبيته في القرنين السادس والسابع، كان الضريح أحد مركزي الحج الرئيسيين في مصر المسيحية.

## أنظر أيضا
- قائمة البلدات والمدن المصرية القديمة

## للاستزادة
- Frankfurter، David، المحرر (1998). Pilgrimage and Holy Space in Late Antique Egypt. BRILL. ISBN:9789004111271. مؤرشف من الأصل في 2024-07-03.
- McKenzie، Judith (2007). The Architecture of Alexandria and Egypt, C. 300 B.C. to A.D. 700. The Pelican History of Art. Yale University Press. ج. 63. ISBN:9780300115550. مؤرشف من الأصل في 2023-12-21.
- Trombley، Frank R. (1995). Hellenic Religion and Christianization c. 370-529. Religions in the Graeco-Roman World. Brill. ج. 2. ISBN:9789004276789. مؤرشف من الأصل في 2019-06-07.